# Paške stijene Velebitskog Kanala (Rt Deda - Rt Krištofer)
Paške stijene Velebitskog Kanala (Rt Deda - Rt Krištofer) este o arie protejată (sit de importanță comunitară — SCI) din Croația întinsă pe o suprafață de 3.432,56 ha, integral pe uscat.

## Localizare
Centrul sitului Paške stijene Velebitskog Kanala (Rt Deda - Rt Krištofer) este situat la coordonatele 44°32′54″N 14°58′23″E / 44.548392°N 14.973097°E.

## Înființare
Situl Paške stijene Velebitskog Kanala (Rt Deda - Rt Krištofer) a fost declarat sit de importanță comunitară în iulie 2013 pentru a proteja 2 specii de animale.

## Biodiversitate
Situată în ecoregiunea mediteraneană, aria protejată conține 3 habitate naturale: Grohotișuri est-mediteraneene, Faleze cu vegetație de Limonium spp. endemic de pe coastele mediteraneene, Pajiști uscate din regiunea submediteraneeană estică (Scorzoneratalia villosae).
La baza desemnării sitului se află mai multe specii protejate de  reptile (2): Elaphe situla, țestoasă bănățeană (Testudo hermanni).